# Würchwitz
Würchwitz is een plaats en voormalige gemeente in de Duitse deelstaat Saksen-Anhalt, en maakt deel uit van de Landkreis Burgenlandkreis.
Würchwitz telt 663 inwoners.
Würchwitz is bekend om de Würchwitzer Milbenkäse (Würchwitzer Mijtkaas) die hier al meer dan 300 jaar wordt geproduceerd. In de plaats is zelfs een standbeeld van een kaasmijt.

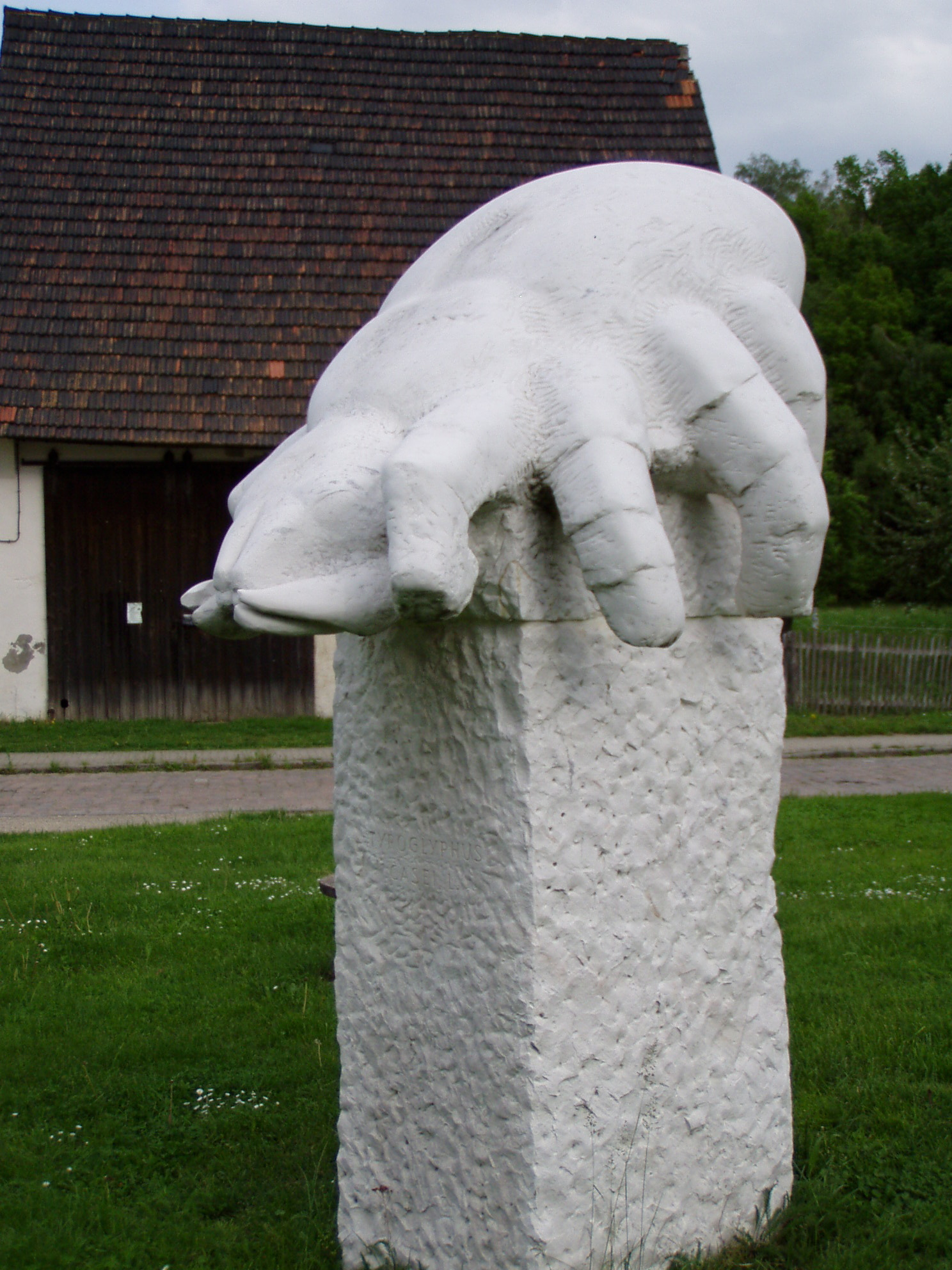
standbeeld van de kaasmijt in Würchwitz